# Czempiń
Czempiń (udtale: [ˈt͡ʂɛmpʲiɲ])  er en by i den vestlige centrale del af  voivodskabet Storpolen i  den vestlige centrale del af Polen. Byen  har 4.825(2021) indbyggere og et areal på 3,29 km², og er en del af powiatet Kościan.

## Historie
Som en del af regionen Storpolen, dvs. den polske stats vugge, har området været en del af Polen siden dets oprettelse i det 10. århundrede. Det var en privat by, administrativt beliggende i powiatet Kościan  i Poznań voivodskab i Provinsen Storpolen Kongeriget Polens krone. Familien Szołdrski opførte et barokpalads i Czempiń. 